# Surangel Whipps Jr.
Surangel S. Whipps Jr. (Baltimore, Maryland, 9 de agosto de 1968) es un empresario y político palauano que se desempeña como presidente de Palaos desde 2021. Anteriormente se desempeñó como senador de 2008 a 2016.

## Biografía
Whipps nació en Baltimore, Maryland, hijo de Surangel Whipps Sr., hombre de negocios y político.
Tiene un título en Administración de Empresas y Economía de la Universidad Andrews y una Maestría en Administración de Empresas de la Universidad de California en Los Ángeles.
En las elecciones generales de 2008 fue elegido por primera vez como senador, siendo reelecto en los siguientes comicios. Se postuló contra su cuñado, el presidente Thomas Remengesau Jr., quien se postulaba para la reelección, en las elecciones presidenciales de noviembre de 2016. Remengesau recibió 5109 votos, mientras que Whipps ganó 4854 votos.
Whipps se postuló nuevamente para presidente en las elecciones presidenciales de 2020 y derrotó al vicepresidente Raynold Oilouch.